# Stari Slankamen
Stari Slankamen ou Slankamen (en serbe cyrillique : Стари Сланкамен ou Сланкамен) est un village de Serbie situé dans la province autonome de Voïvodine. Il est situé dans la municipalité d'Inđija dans le district de Syrmie (Srem). Au recensement de 2011, il comptait 543 habitants.
Stari Slankamen est l'ancienne cité romaine d'Acumincum. Le village est aujourd'hui une communauté locale, c'est-à-dire une subdivision administrative, de la municipalité d'Inđija et une station thermale.

## Géographie

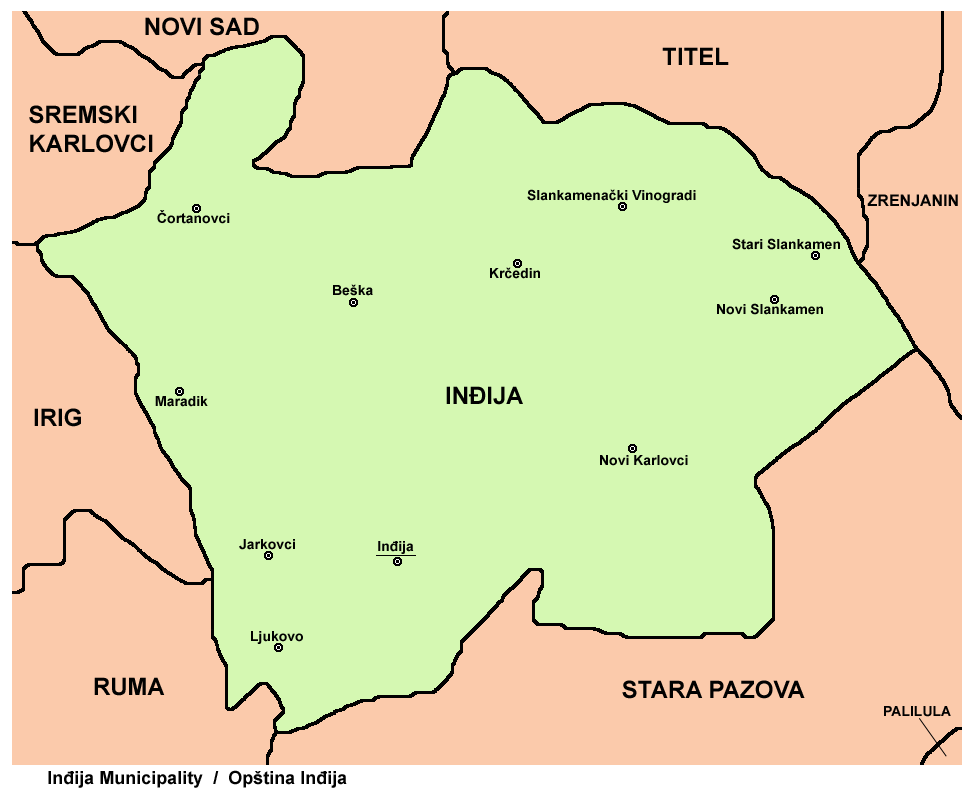
Localisation de Stari Slankamen dans la municipalité d'Inđija

Stari Slankamen se trouve dans la région de Syrmie, sur la rive droite du Danube, au pied du versant oriental du massif de la Fruška gora. Le village est situé sur un plateau de lœss qui domine le fleuve, à proximité de sa confluence avec la rivière Tisa. Il se trouve à 15 kilomètres à l'est d'Inđija, le centre administratif de la municipalité, et à 55 kilomètres au nord-ouest de Belgrade.

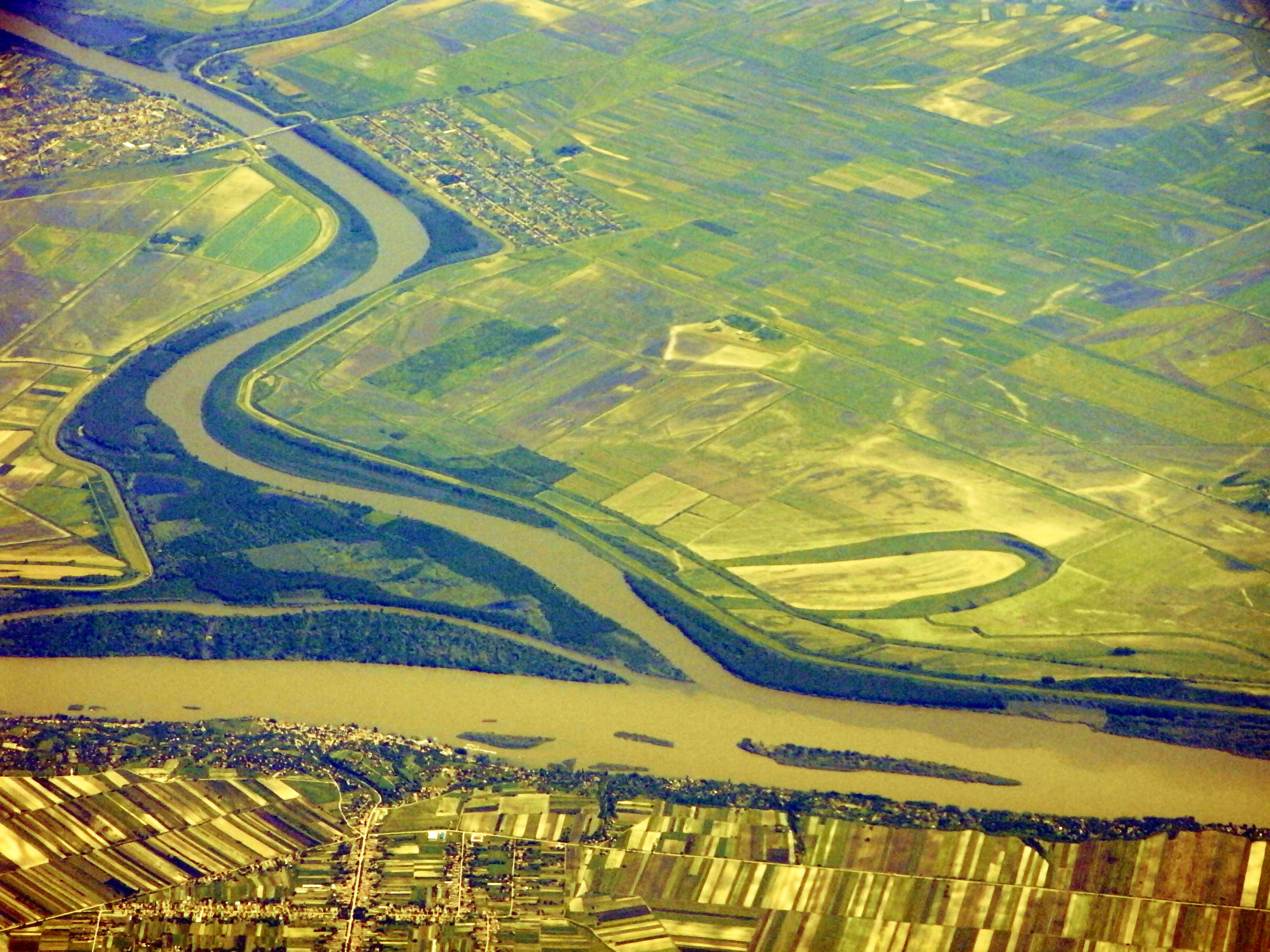
Le confluent de la Tisa et du Danube près de Stari Slankamen

## Nom
Le nom du village signifie le « Vieux Slankamen », pour le distinguer de la ville voisine de Novi Slankamen, le « Nouveau Slankamen ». Le nom de Slankamen lui-même signifie la « pierre salée ».

## Histoire

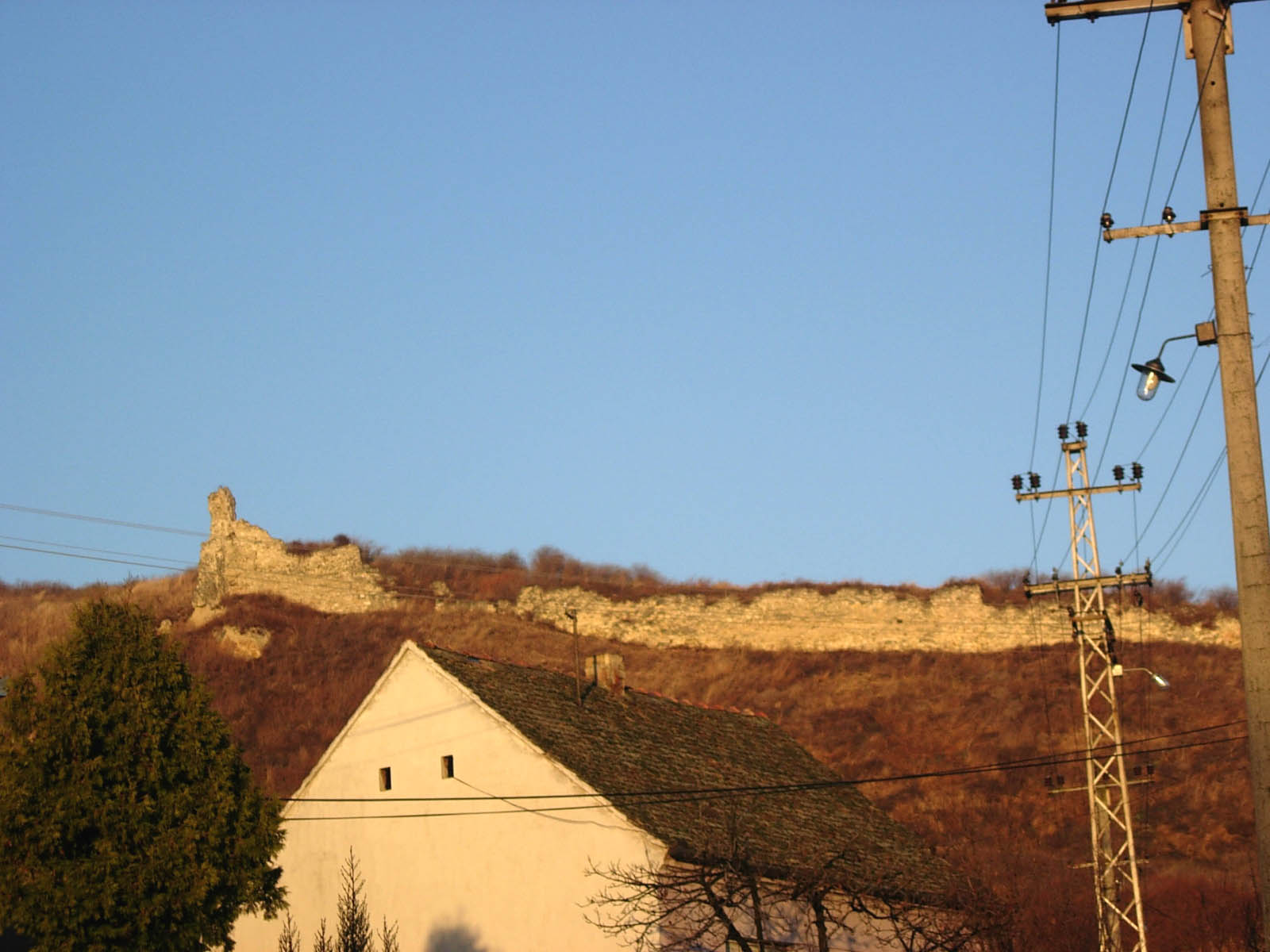
Les ruines de la forteresse médiévale

Les fouilles archéologiques effectuées dans le secteur monte que, à l'âge du fer, la région était habitée par le peuple celte des Scordisques auquel se mêlaient des populations illyriennes et thraces. Au Ier siècle av. J.-C., la région fut intégrée à l'Empire romain et une localité du nom d'Acumincum existait à l'emplacement du village actuel, située sur une route qui partait de Taurunum (Zemun) et qui passait à Burgunac (Novi Banovci), Rittium (Surduk) et Bononia (Banoštor). Acumincum est aujourd'hui inscrit sur la liste des sites archéologiques de grande importance de la république de Serbie. Entre 357 et 359, l'empereur Constance II, né à Sirmium, séjourna dans la région au moment de sa guerre contre les Sarmates, les Suèves et les Quades. À partir du Ve siècle, la région connut de nombreuses invasions, notamment celle des Huns ; elle fit partie du royaume des Ostrogoths, des Gépides, des Avars et des Bulgares ; l'Empire byzantin fut définitivement chassé de la région en 1180 et, pendant quatre siècles, la localité fit partie des possessions du Royaume de Hongrie. Slankamen est mentionné comme un lieu fortifié en 1072, 1189 et 1287.
Les Slaves s'installèrent aussi dans le secteur, comme en témoignent des tombes datant des XIe et XIIe siècles. Le successeur de saint Sava à la tête de l'Église orthodoxe serbe, Arsenije Ier Sremac, qui fut patriarche de 1233 à 1263, naquit à Dabar près de Slankamen. Le village fit partie du royaume de Syrmie de Stefan Dragutin (1282-1316) ; au XVe siècle, il devint une possession des despotes serbes Stefan Lazarević et Đurađ Branković, et, au XVIe siècle, il fut la résidence du voïvode de Syrmie Radoslav Čelnik.

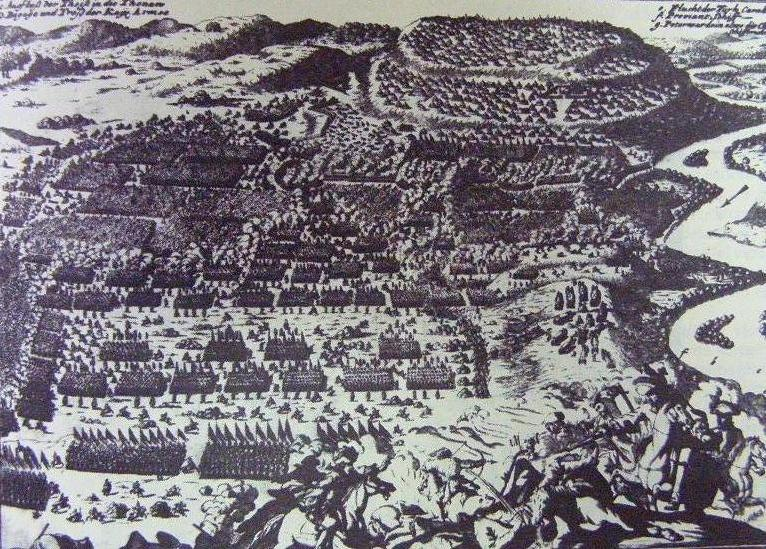
La bataille de Slankamen, gravure

Au début du XVIe siècle, Slankamen passa sous le contrôle de l'Empire ottoman. Le village fut intégré au sandjak de Syrmie, une subdivision du pachalik de Budin, et il devint le centre administratif d'une nahija. Au moment de la grande guerre turque (1683-1699), qui opposa l'empire des Habsbourgs et l'Empire ottoman, il fut le théâtre de la bataille de Slankamen, qui vit la victoire des armées autrichiennes et prussiennes sur les armées turques. Le site de la baille est aujourd'hui considéré comme un lieu mémoriel d'importance exceptionnelle de la république de Serbie ; un monument y a été érigé en 1892. Après le traité de Karlowitz, signé en 1699, Slankamen fut rattaché à l'empire d'Autriche ; le village fit alors partie de la frontière militaire, une zone tampon destinée à protéger les terres des Habsbourgs de l'Empire ottoman. En 1783, la localité de Novi Slankamen fut fondée près de Stari Slankamen pour renforcer la Frontière ; elle fut d'abord peuplée de Croates venus des régions de Dalmatie et de la Lika, ensuite rejoints par des Allemands et des Slovaques.
Après la dislocation de l'Autriche-Hongrie en 1918, Slankamen fut rattaché au royaume des Serbes, Croates et Slovènes qui, en 1929, devint le royaume de Yougoslavie ; il fit alors partie de la banovine du Danube. Pendant la Seconde Guerre mondiale, il fut rattaché à l'État indépendant de Croatie gouverné par les Oustachis puis, après la guerre, il fit partie de la république socialiste de Serbie au sein de la république fédérative socialiste de Yougoslavie.

## Démographie

### Évolution historique de la population
| 1948 | 1953 | 1961 | 1971 | 1981 | 1991 | 2002 | 2011 |
| ---- | ---- | ---- | ---- | ---- | ---- | ---- | ---- |
| 925  | 928  | 778  | 756  | 638  | 575  | 674  | 543  |

|  |

### Données de 2002
Pyramide des âges (2002)
En 2002, l'âge moyen de la population était de 40 ans pour les hommes et 44,7 ans pour les femmes.
Répartition de la population par nationalités (2002)
En 2002, les Serbes représentaient 71,9 % de la population ; le village abritait aussi des minorités croates (16 %), slovaques (2,8 %) et hongroises (1,2 %).

### Données de 2011
En 2011, l'âge moyen de la population était de 48,7 ans, 46,3 ans pour les hommes et 51 ans pour les femmes.

## Tourisme

### Sites naturels
Stari Slankamen est situé à proximité parc national de la Fruška gora, créé en 1960, ; en 2000, le massif a été désigné comme une zone importante pour la conservation des oiseaux (en abrégé : ZICO).
La zone de lœss près de Stari Slankamen est considérée comme un monument naturel géologique. Ce site témoigne de l'évolution du climat dans la région sur une durée de 800 000 ans. La construction d'un musée consacré au site, le musée Leslend, est prévue.

### Thermalisme
Stari Slankamen abrite une station thermale qui possède une eau minérale jaillissant à 18,4 °C ; elle est susceptible de soigner les maladies du système nerveux central et périphérique, les troubles locomoteurs liés aux traumatismes et à la chirurgie ainsi que les maladies rhumatismales et gynécologiques. Les traitements sont assurés par l'hôpital spécial Borivoje Gnjatić. L'hôpital dispose de services de consultation en orthopédie, urologie, médecine interne, neuropsychiatrie et neurochirurgie.

### Monuments culturels

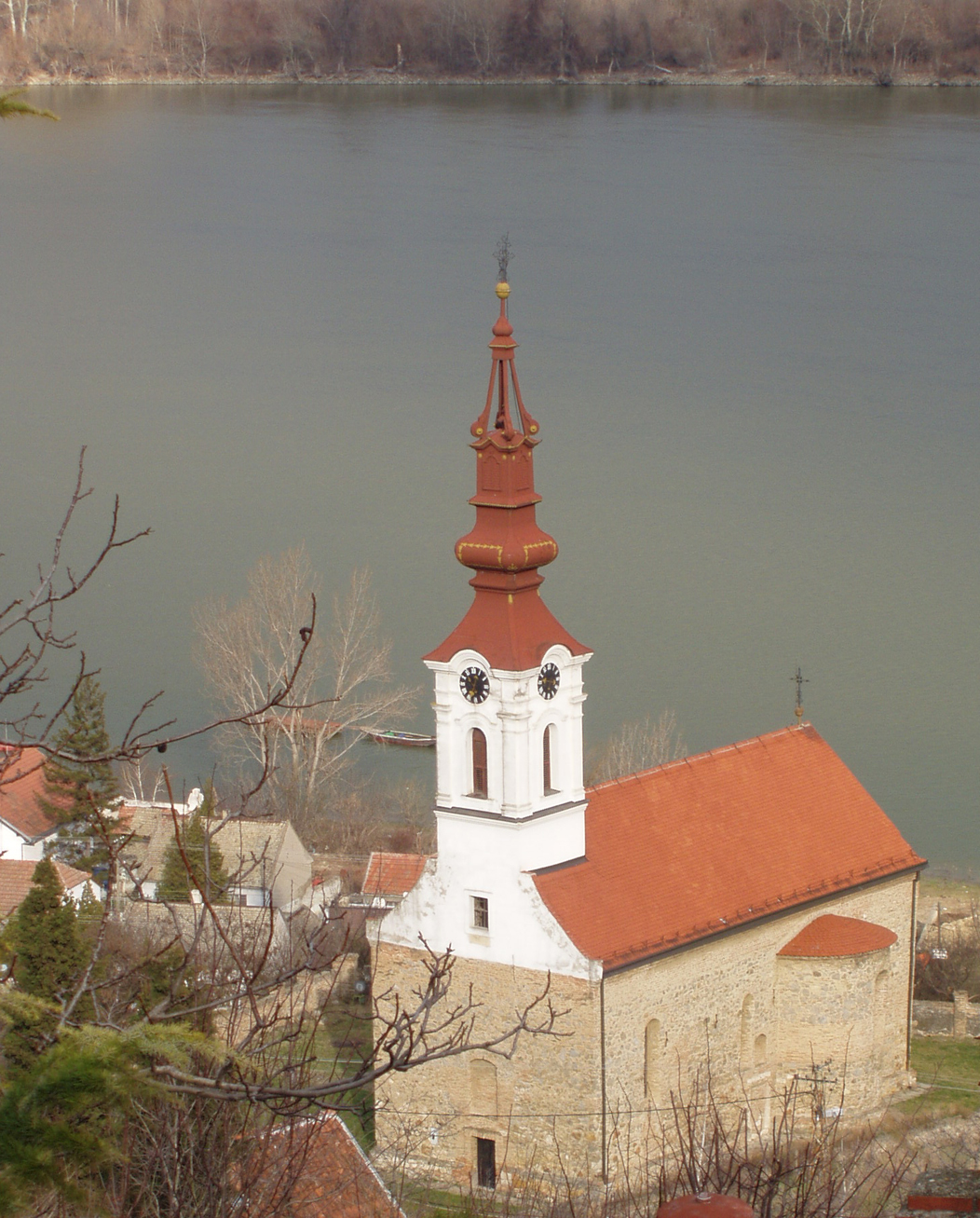
L'église Saint-Nicolas de Stari Slankamen

Selon la tradition, l'église Saint-Nicolas de Stari Slankamen a été construite en 1468 par le despote serbe Vuk Grgurević, également connu sous le nom de Zmaj Ognjeni Vuk ; son iconostase est décorée de fresques du XVIIIe siècle ; en raison de son importance, elle a été inscrite sur la liste des monuments culturels d'importance exceptionnelle de la république de Serbie. Le village abrite également les ruines d'une forteresse du XVIIIe siècle, la maison natale de Đorđe Natošević et une maison ancienne située 3 rue Stjepana Radića. Stari Slankamen abrite également une église catholique qui dépend de la paroisse Saint-Michel de Novi Slankamen, dans le diocèse de Syrmie. À proximité du village se trouve le site de la bataille de Slankamen, considéré comme un lieu mémoriel d'importance exceptionnelle de la république de Serbie ; un monument y a été érigé en 1892.

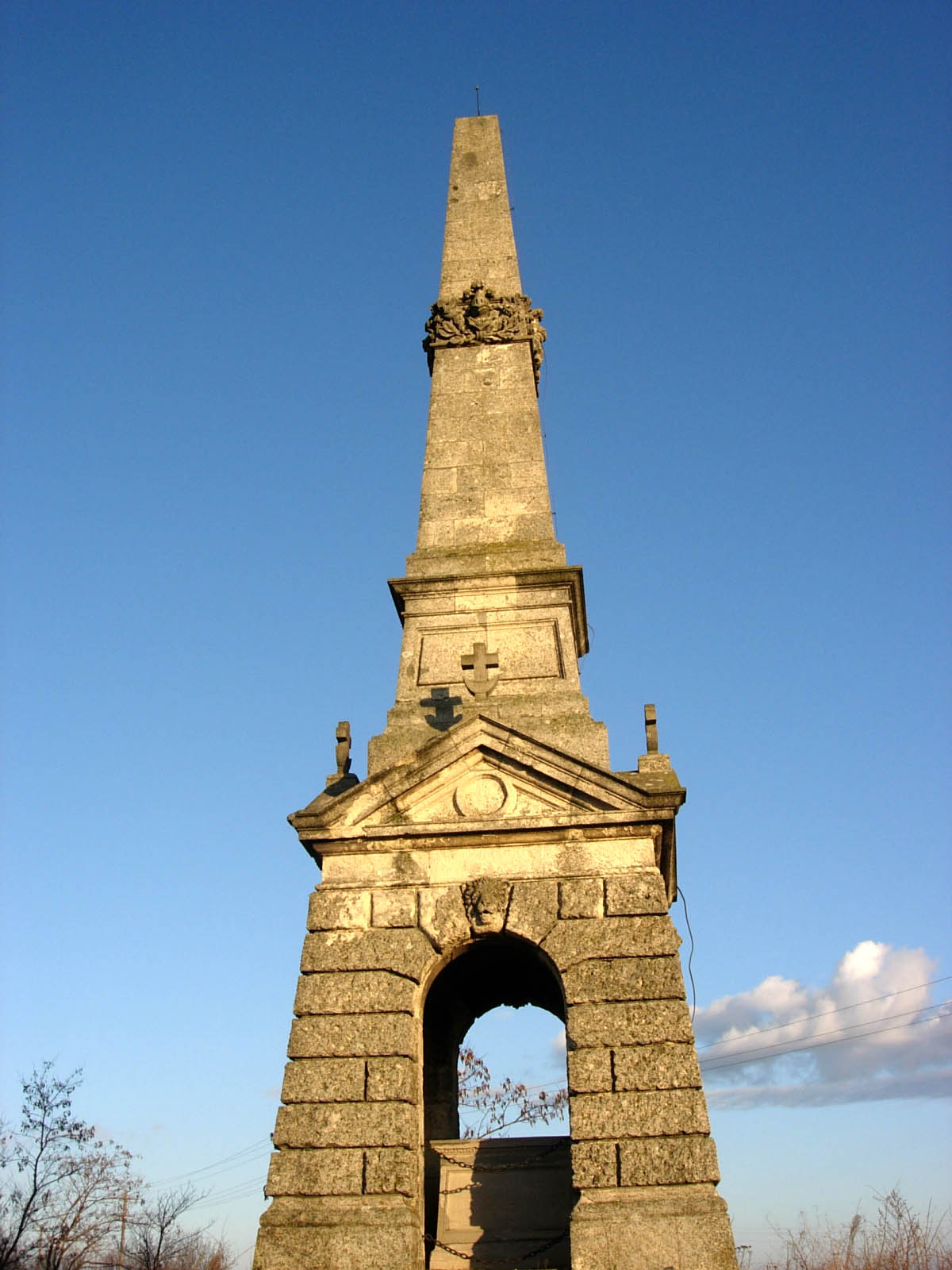
Monument érigé en souvenir de la bataille de Slankamen

## Personnalités
Arsenije Ier Sremac, qui fut patriarche de 1233 à 1263, est né à Dabar près de Slankamen.
Le médecin Đorđe Natošević (1821-1887) est né à Stari Slankamen ; sa maison natale est considérée comme un monument culturel « de grande importance ».
Autres
- Radoslav Čelnik, voïvode de Syrmie au XVIe siècle
- Kakas János, voyageur et écrivain hongrois du XVIIe siècle ; en 1602, il a publié une relation de son voyage en Perse ;
- János Szalánkeméni, auteur chrétien hongrois du XVIe siècle ;
- Wlassics Gyula (1852–1937), baron hongrois, juriste, ministre et académicien.